# Ilha Bird

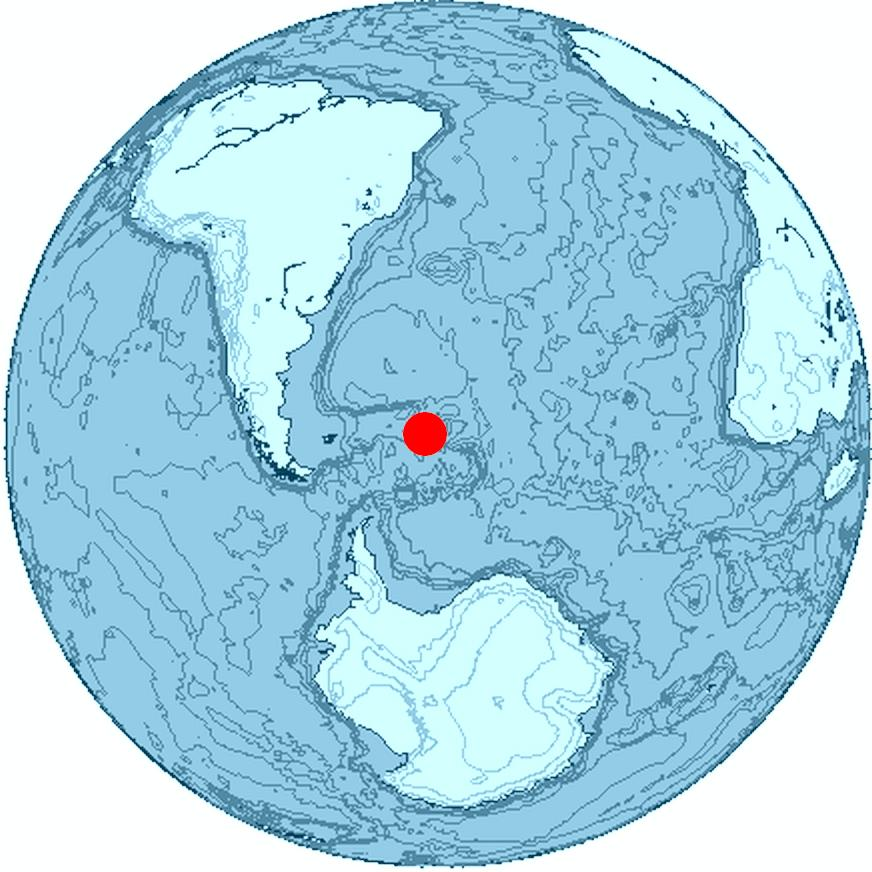
Posição da Ilha Bird

A Ilha Bird fica situada perto da extremidade noroeste da ilha de Geórgia do Sul, a principal ilha do território ultramarino britânico das Ilhas Geórgia do Sul e Sandwich do Sul, Antártida. Tem 4,8 quilómetros de comprimento e 800 metros de largura.
A ilha foi descoberta pelo capitão James Cook, em janeiro de 1775.
Desde 1963 o Serviço Antártico Britânico mantém uma estação científica na ilha, especializada na pesquisa biológica.